# Chiesa di San Carlo Borromeo (Vienna)
La chiesa di San Carlo Borromeo (in tedesco: Karlskirche) è una chiesa cattolica situata a Vienna, nella parte sud della Karlsplatz. Essa è collocata ai margini del primo distretto, 200 metri fuori dalla Ringstraße.
È una delle più eminenti chiese barocche d'oltralpe e vanta una imponente cupola dalla forma ellittica. Restaurata sul finire degli anni ottanta del Novecento, è nota grazie alla sua cupola e alle sue due colonne poste ai lati, decorate con bassorilievi, come pure grazie al suo ruolo di contrappeso architettonico del Musikverein e dell'Università viennese di tecnologia.

## Storia
La chiesa venne fatta costruire per volere dell'imperatore Carlo VI, a seguito dell'epidemia di peste che colpì la città. L'imperatore, infatti, decise che appena la città fosse scampata al flagello, avrebbe fatto costruire una chiesa dedicata a San Carlo Borromeo, protettore dei malati di peste. Nel 1714 venne indetto un concorso per il progetto della chiesa, che venne vinto da Johann Bernhard Fischer von Erlach che la realizzò in stile barocco, con forme eclettiche (che per alcuni aspetti guardano anche al Neoclassicismo) e sontuose. La sua costruzione durò 25 anni, Erlach non vide ultimato il suo progetto, che fu portato a termine dal figlio. La costruzione iniziò nel 1716 sotto la supervisione di Anton Erhard Martinelli.

## Descrizione

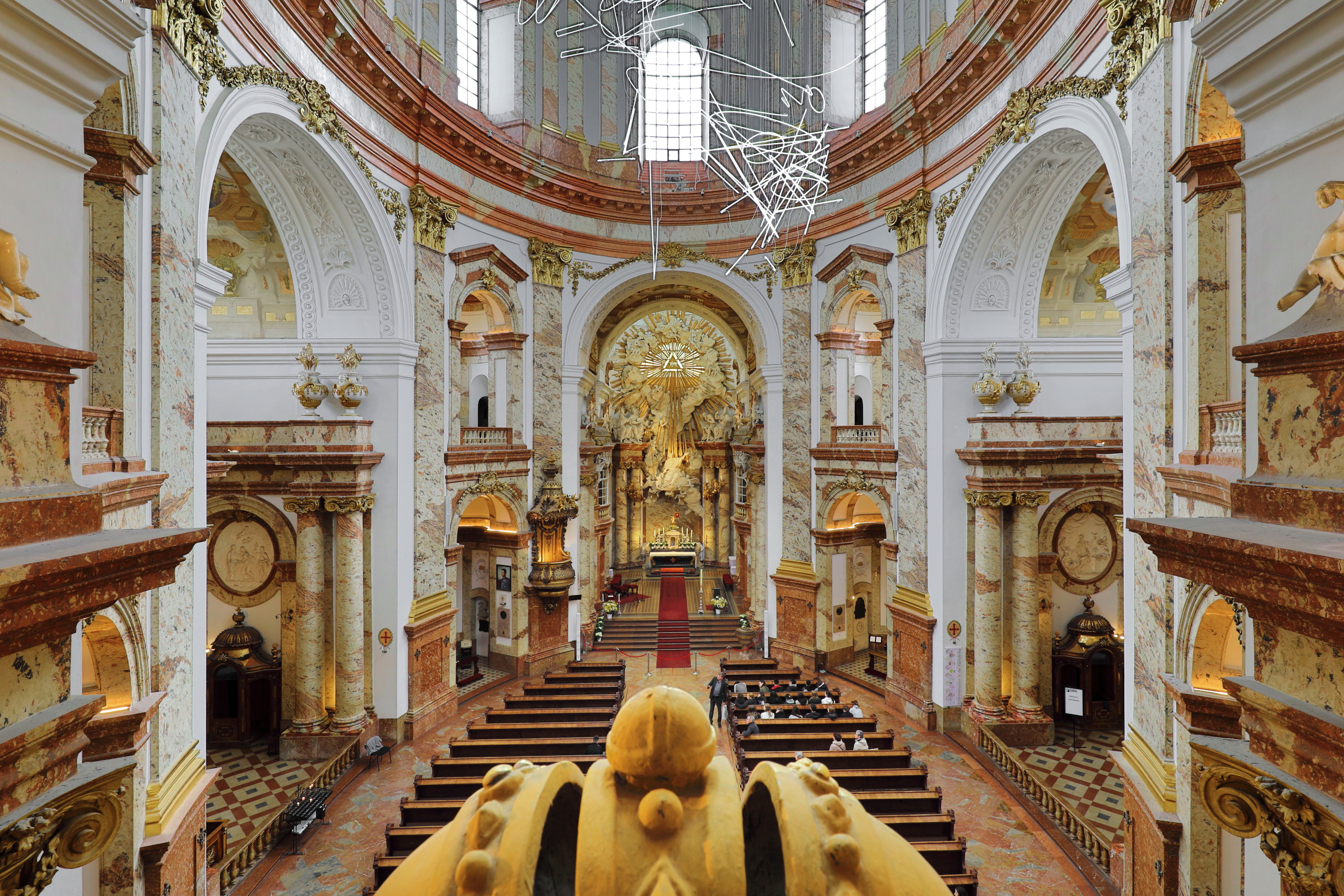
Interno

Lo scalone d'ingresso è affiancato da due angeli, rappresentanti il Vecchio ed il Nuovo Testamento, mentre la facciata si ispira alla chiesa di Sant'Agnese in Agone di Roma. Il decoro del frontone rappresenta le sofferenze della cittadinanza viennese durante l'epidemia di peste. Le due colonne con fregio a spirale, ispirate alla Colonna Traiana di Roma e realizzate da Lorenzo Mattielli, sono decorate con rilievi raffiguranti la vita di Carlo Borromeo.
La vasta cupola ed il porticato d'ingresso sono ispirati all'arte classica greca e romana. Anche gli interni furono riccamente decorati con affreschi e sculture. L'altare maggiore è decorato con rilievi in stucco, opera di Alberto Camesina, raffiguranti l'Ascensione di san Carlo Borromeo. La cupola è affrescata ad opera di Johann Michael Rottmayr e vi è raffigurata l'Apoteosi di San Carlo Borromeo.
Sulla cantoria in controfacciata si trova l'organo a canne, risalente al 1739 e opera di autore ignoto, ampliato nel 1847 da Joseph Seybert. A trasmissione meccanica, dispone di 30 registri ed è racchiuso entro una cassa di gusto barocco, la cui sezione centrale corrisponde a quella dello strumento originario; la sua consolle ha due tastiere e pedaliera.